# Herbert Maier
Pour les articles homonymes, voir Maier.
Herbert Maier est un architecte américain né le 2 janvier 1893 à San Francisco et mort le 23 février 1969 à Oakland. Il est surtout connu pour son travail sur le Yosemite Museum ainsi que les trailside museums dans les parcs nationaux du Grand Canyon, de Yellowstone et de Yosemite, un travail qui établit le style rustique du National Park Service. Il a en outre fixé le design du logotype du National Park Service en question.

## Réalisations
- Fishing Bridge Visitor Center and Trailside Museum, dans le parc national de Yellowstone
- Glacier Point Trailside Museum, dans le parc national de Yosemite
- Madison Museum, dans le parc national de Yellowstone
- Norris Museum and Comfort Station, dans le parc national de Yellowstone
- Yavapai Museum of Geology, dans le parc national du Grand Canyon
- Yosemite Museum, dans le parc national de Yosemite

### Galerie

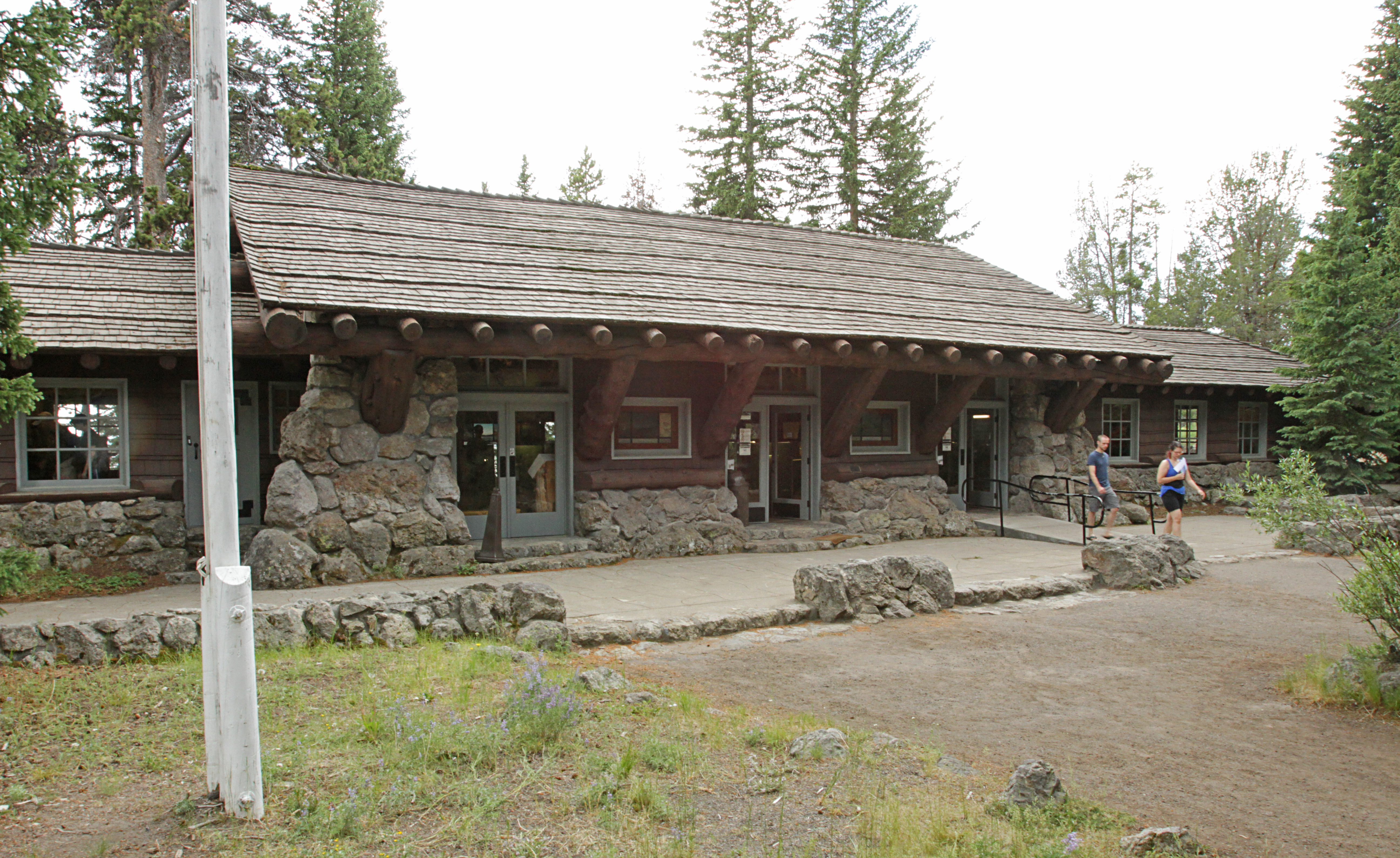
Fishing Bridge Visitor Center and Trailside Museum
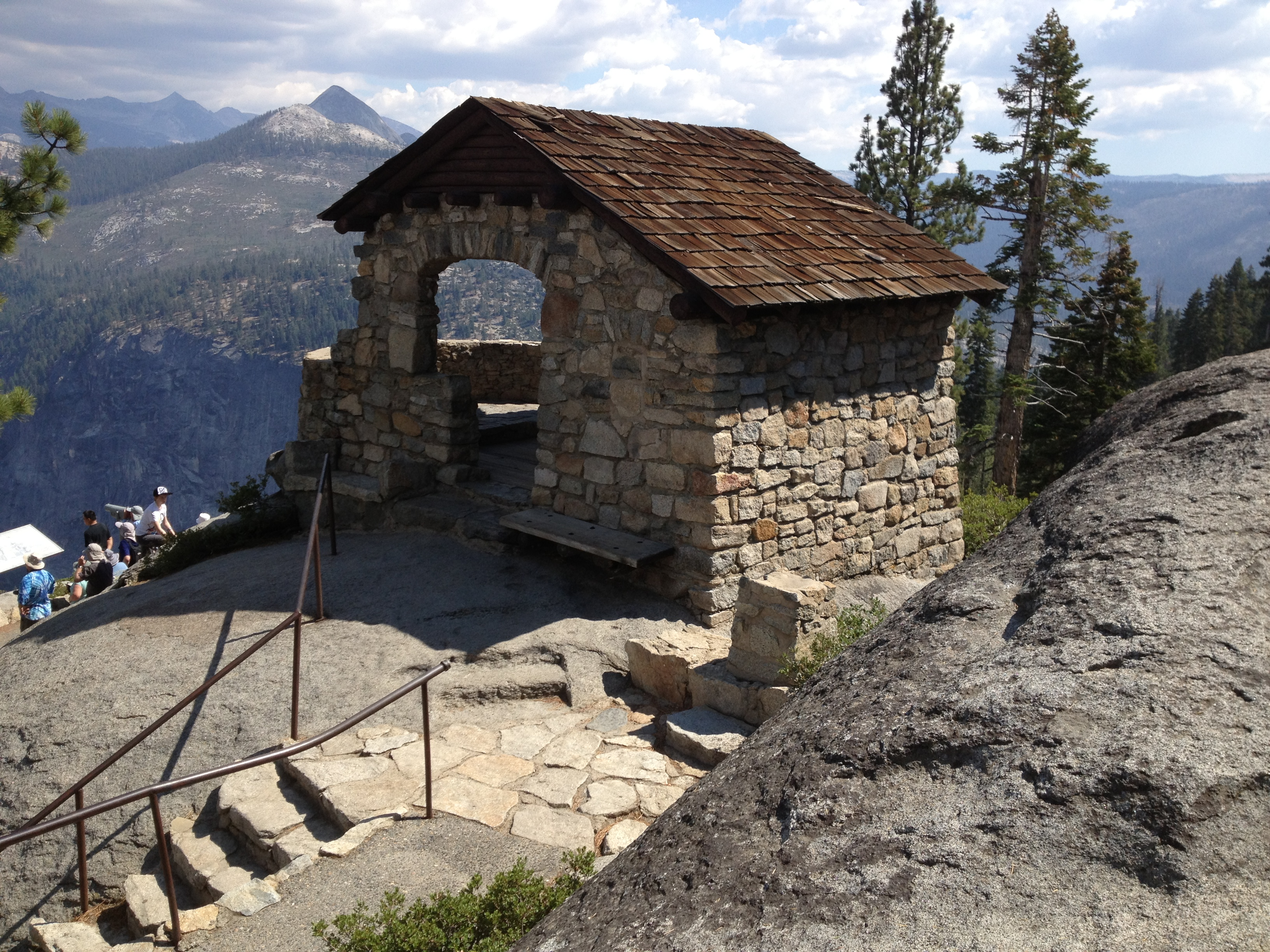
Glacier Point Trailside Museum
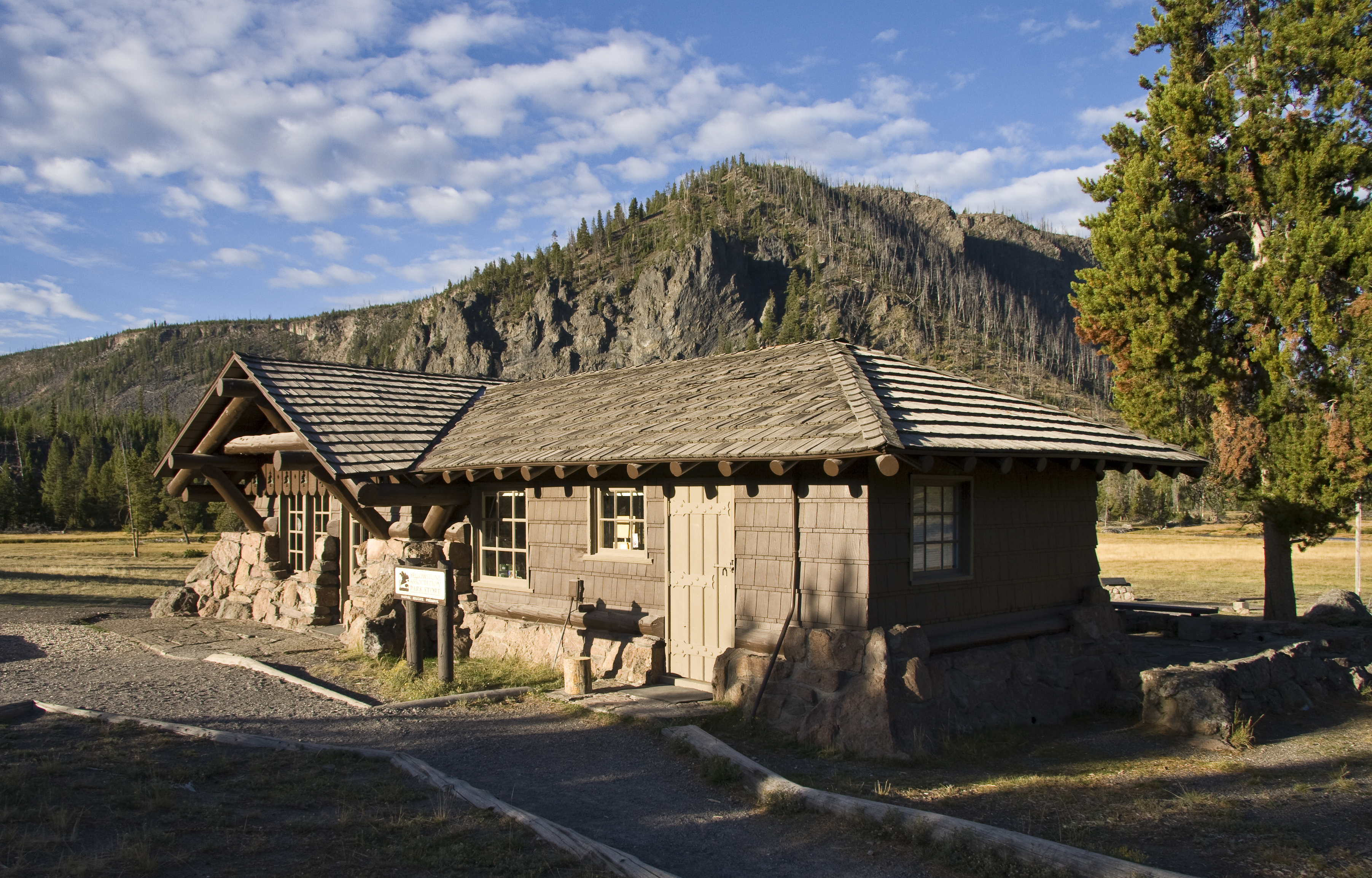
Madison Museum
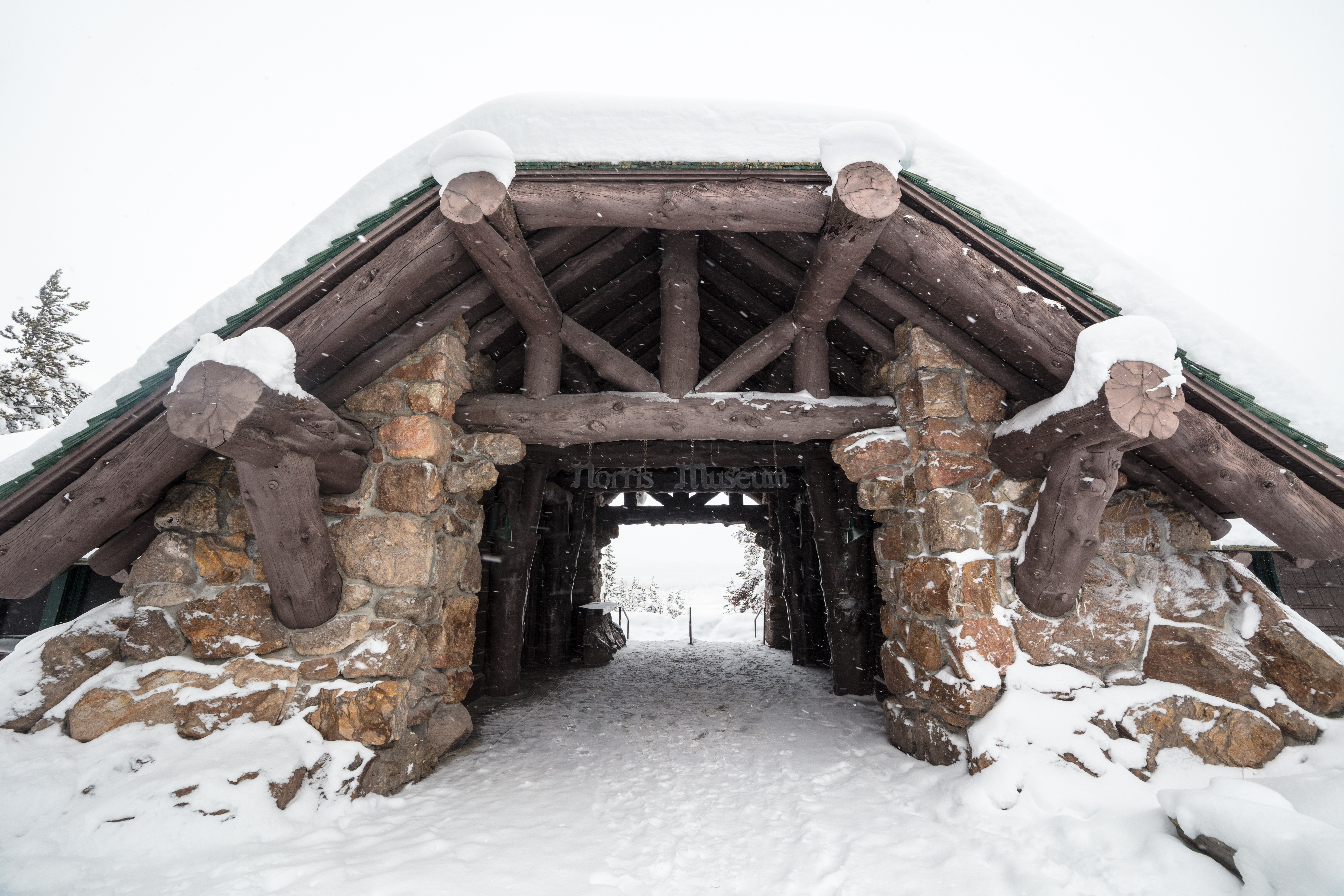
Norris Museum and Comfort Station
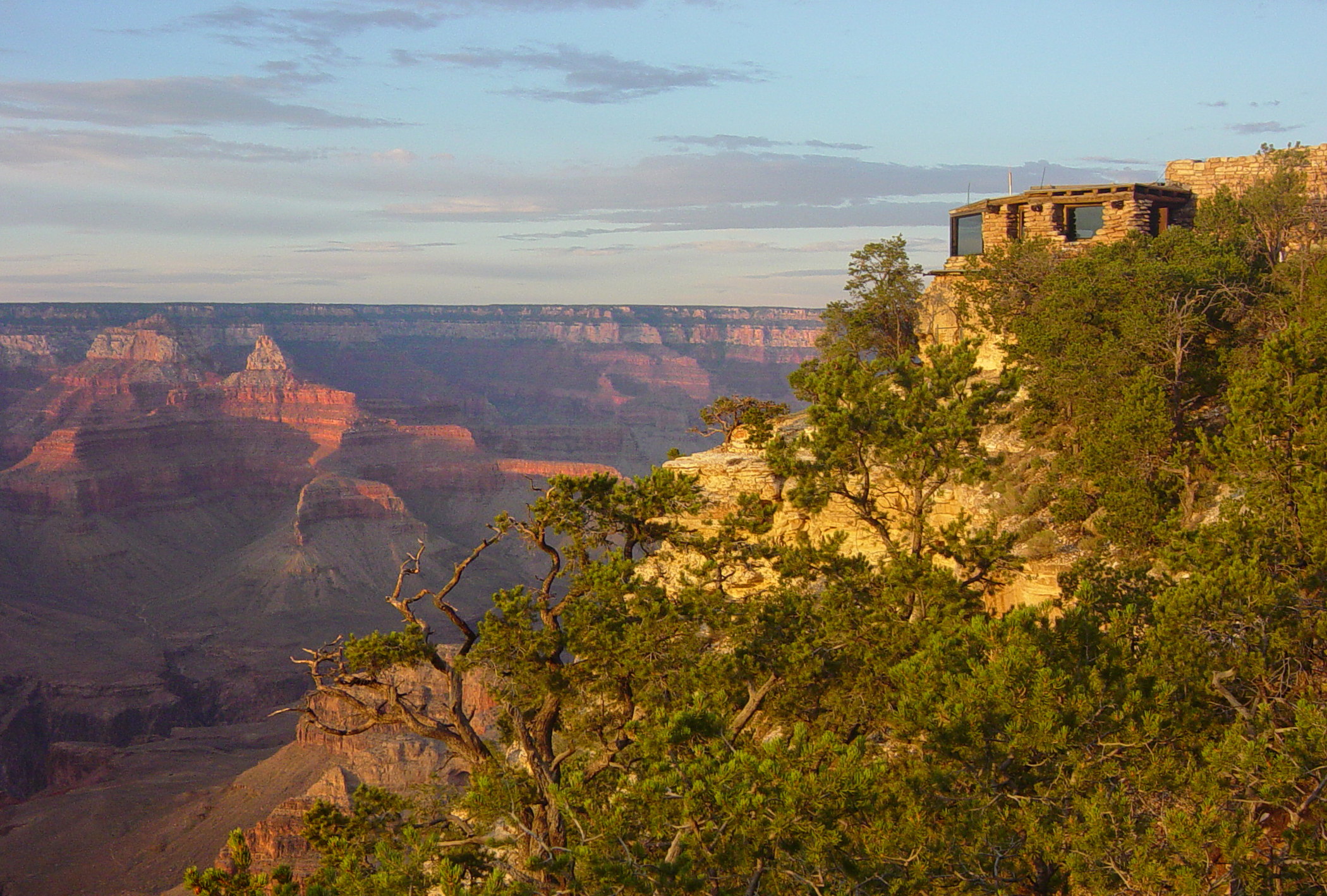
Yavapai Museum of Geology
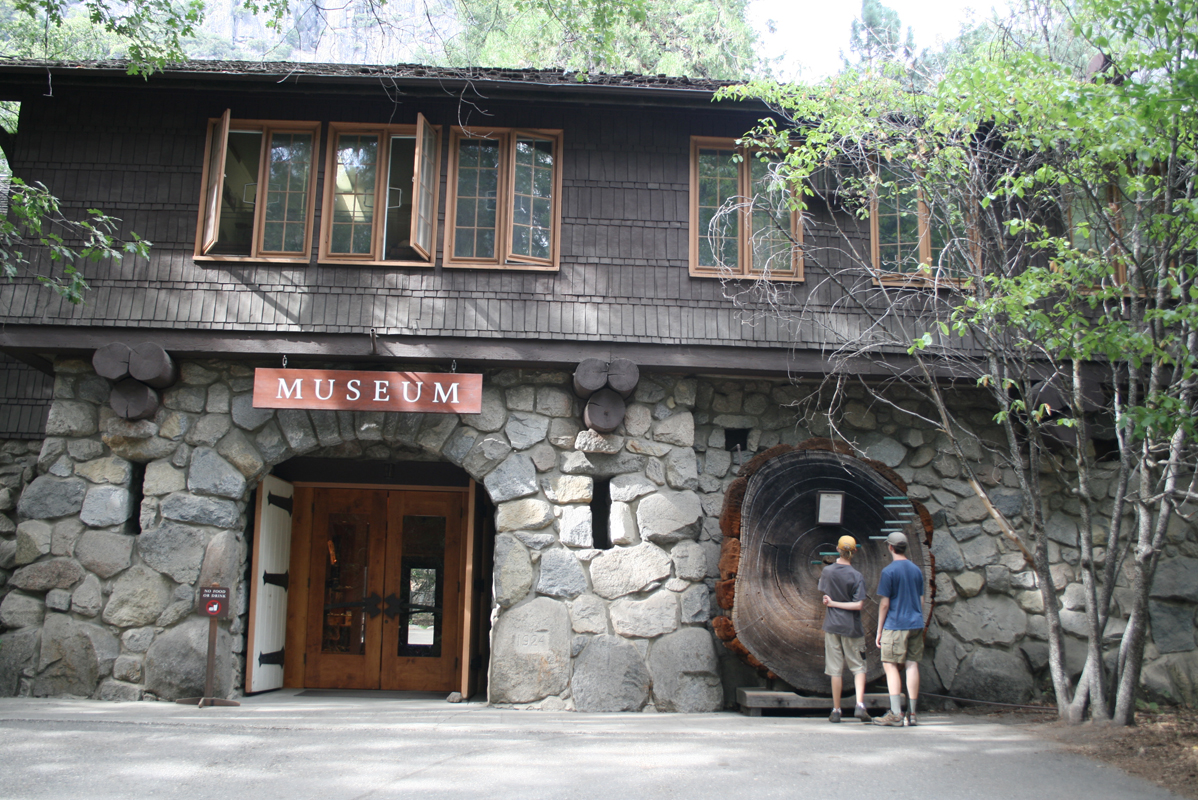
Yosemite Museum